# 신환
신환(申瓛, 1735년~1804년)은 조선 후기 경기도 가평군 가평 지역 출신의 효자이다. 본관은 평산(平山)이며, 자는 형옥(荊玉), 호는 남기(南崎)이다. 신환은 부모에 대한 효성이 지극하여, 
아버지가 고창병(鼓脹病, 헛배가 땡땡하게 부른 병)을 만나 죽게 되자, 스스로 손가락을 잘라 태워서 재를 만들어 가지고 술에 타서 드리니 한참 후에 병이 나았다고 전해진다. 이처럼 지극한 효행으로 인해 조정으로부터 정려(旌閭)를 받았으며, 이는 국가에서 효자, 충신, 열녀 등을 표창하기 위해 그들이 살던 마을에 붉은 칠을 한 정문(旌門)을 세우던 풍습에 따른 것이다. 신환의 묘소는 경기도 가평군 가평읍 이화리에 있다. 가평군에는 신환 외에도 강영천 효자문 등 효행을 기리는 여러 유적이 남아있으며, 이는 효를 중시했던 조선 시대의 사회상을 보여준다.